# Tournoi féminin de handball aux Jeux olympiques d'été de 2024
Cet article concerne l'épreuve féminine. Pour la compétition masculine, voir Tournoi masculin de handball aux Jeux olympiques d'été de 2024.
Navigation
Tokyo 2020 Los Angeles 2028
Le tournoi féminin de handball aux Jeux olympiques d'été de 2024 se tient à Paris, en France, du 25 juillet au 10 août 2024. Il s'agit de la treizième édition de ce tournoi féminin depuis son apparition au sein du programme olympique lors des Jeux de 1976 ayant eu lieu à Montréal.
Les fédérations affiliées à la IHF participent par le biais de leur équipe féminine aux épreuves de qualification. Onze équipes rejoignent ainsi la France, tenante du titre et nation hôte de la compétition, pour s'affronter lors du tournoi final.

## Présentation de l'événement

### Lieux
Deux sites sont utilisés pour la compétition :
- le tour préliminaire a lieu à Arena Paris Sud 6, un hall du parc des expositions de la porte de Versailles à Paris ;
- la phase finale a lieu au Stade Pierre-Mauroy à Villeneuve-d'Ascq, dans la Métropole européenne de Lille.

### Modalités
Les douze nations qualifiées sont réparties en deux groupes composés chacun de six équipes. Après la phase de poule, les quatre premières équipes de chaque groupe se qualifient pour un tour à élimination directe jusqu'à la finale.
Si à l'issue des rencontres des différents groupes, deux ou plusieurs équipes se retrouvent avec un nombre égal de points, le classement s'effectue selon les critères suivants :
1. les résultats des équipes directement impliquées, en fonction des points
2. la différence de buts entre les buts marqués et les buts encaissés des équipes directement impliquées
3. le plus grand nombre de buts marqués dans les matchs entre les équipes.
4. la différence de buts de tous les matchs par voie de soustraction
5. le plus grand nombre de buts marqués de tous les matchs.
6. un tirage au sort procédé par le représentant officiel de l'IHF présent sur le lieu du match

Pour déterminer le classement final :
- Les perdants des quarts de finale sont classés aux places 5 à 8 selon les critères d'évaluation suivants[IHF 2] : 
  1. le classement du tour préliminaire ;
  2. le nombre de points gagnés au tour préliminaire ;
  3. la différence de buts de toutes les rencontres du tour préliminaire ;
  4. le plus grand nombre de buts marqués lors du tour préliminaire ;
  5. un tirage au sort.
- Les équipes classées 5e (respectivement 6e) de chaque groupe de tour préliminaire seront classées aux places 9 et 10 (respectivement 11 et 12). Ces places seront déterminées par calcul selon les critères d'évaluation suivants[IHF 3] :
  1. le nombre de points gagnés ;
  2. la différence de buts de toutes les rencontres ;
  3. le plus grand nombre de buts marqués ;
  4. un tirage au sort.

## Acteurs du tournoi

### Équipes qualifiées
Chaque Comité national olympique peut engager une seule équipe dans la compétition.
Les épreuves qualificatives du tournoi féminin de handball des Jeux olympiques se déroulent du 4 novembre 2022 au 14 avril 2024 avec trois tournois de qualification olympique : les équipes peuvent se qualifier via le championnat du monde, les championnats continentaux et les TQO.
| Compétition                                  | Date                        | Lieu      | Place(s)  | Qualifiés           |
| -------------------------------------------- | --------------------------- | --------- | --------- | ------------------- |
| Pays organisateur                            | 13 septembre 2017           | Lima      | 1         | France              |
| Championnat d'Europe 2022                    | 4 au 20 novembre 2022       | /         | 1         | Danemark            |
| Tournoi asiatique de qualification olympique | 17 au 23 août 2023          | Japon     | 1         | Corée du Sud        |
| Tournoi africain de qualification olympique  | 12 au 14 octobre 2023       | Angola    | 1         | Angola              |
| Jeux panaméricains 2023                      | 24 au 29 octobre 2023       | Chili     | 1         | Brésil              |
| Championnat du monde 2023                    | 30 nov. au 17 décembre 2023 | /         | 1         | Norvège             |
| Tournoi mondial de qualification olympique 1 | 11 au 14 avril 2024         | Hongrie   | 2         | Hongrie, Suède      |
| Tournoi mondial de qualification olympique 2 | 11 au 14 avril 2024         | Espagne   | 2         | Pays-Bas, Espagne   |
| Tournoi mondial de qualification olympique 3 | 11 au 14 avril 2024         | Allemagne | 2         | Allemagne, Slovénie |
| Total                                        | Total                       | Total     | 12 places | 12 places           |

### Arbitres
La liste des seize paires de juge-arbitres, commune aux tournois féminin et masculin, est dévoilée le 26 avril 2024 :
- Youcef Belkhiri, Sid Ali Hamidi
- Tanja Kuttler, Maike Merz
- Robert Schulze, Tobias Tönnies
- María Paolantoni, Mariana García
- Amar et Dino Konjičanin
- Mads Hansen, Jesper Madsen
- Ignacio García, Andreu Marín
- Charlotte et Julie Bonaventura
- Ádám Bíró, Olivér Kiss
- Gjorgji Nachevski, Slave Nikolov
- Ivan Pavićević, Miloš Ražnatović
- Håvard Kleven, Lars Jørum
- Bojan Lah, David Sok
- Mirza Kurtagic, Mattias Wetterwik
- Arthur Brunner, Morad Salah
- Václav Horáček, Jiří Novotný

### Joueuses
Chaque équipe est composée de 14 joueuses. Pendant la compétition, toutes les équipes sont autorisées à :
- remplacer une joueuse par toute autre joueuse de la longue liste et de la liste des inscriptions provisoires de l'IHF (« liste des 35 ») jusqu'aux quarts de finale ;
- remplacer une fois la gardienne de but par une autre gardienne de but de la longue liste et de la liste des inscriptions provisoires de l'IHF (« liste des 35 ») jusqu'à la finale ;
- remplacer une joueuse par une athlète remplaçante (accrédité « Ap ») jusqu'à la finale.

Dans tous les cas, la joueuse remplacée ne peut pas revenir dans la liste de l'équipe. Le remplacement d'une joueuse doit être annoncé un jour avant le match concerné.

## Compétition

### Pots pour le tirage au sort
Les équipes qualifiées sont réparties dans six pots suivant leurs motifs de qualification,.
| Pot 1           | Pot 2              | Pot 3            | Pot 4        | Pot 5           | Pot 6               |
| --------------- | ------------------ | ---------------- | ------------ | --------------- | ------------------- |
| Norvège Hongrie | Pays-Bas Allemagne | Slovénie Espagne | Suède France | Danemark Brésil | Angola Corée du Sud |

À noter que le pays organisateur, la France, a le droit de choisir son groupe préliminaire au sein de son pot qui est la dernier à être tiré au sort. Le tirage au sort a eu lieu le 16 avril 2024 à la Maison du Handball à Créteil,.

### Calendrier
| P | Phase de groupes | ¼ | Quarts de finale | ½ | Demi-finales | F | Finales |

| Compétition↓/Date → | 25 | 26 | 27 | 28 | 29 | 30 | 31 | 1 | 2 | 3 | 4 | 5 | 6 | 7 | 8 | 9 | 10 | 11 |
| ------------------- | -- | -- | -- | -- | -- | -- | -- | - | - | - | - | - | - | - | - | - | -- | -- |
| Femmes              | P  |    |    | P  |    | P  |    | P |   | P |   |   | ¼ |   | ½ |   | F  |    |

### Phase de groupes

#### Groupe A
|   | Équipe       | Pts | J | G | N | P | Bp  | Bc  | Diff | Dép |
| - | ------------ | --- | - | - | - | - | --- | --- | ---- | --- |
| 1 | Norvège      | 8   | 5 | 4 | 0 | 1 | 140 | 110 | 30   | +5  |
| 2 | Suède        | 8   | 5 | 4 | 0 | 1 | 140 | 125 | 15   | +2  |
| 3 | Danemark     | 8   | 5 | 4 | 0 | 1 | 126 | 116 | 10   | -7  |
| 4 | Allemagne    | 2   | 5 | 1 | 0 | 4 | 136 | 134 | 2    | +18 |
| 5 | Corée du Sud | 2   | 5 | 1 | 0 | 4 | 107 | 133 | -26  | -6  |
| 6 | Slovénie     | 2   | 5 | 1 | 0 | 4 | 116 | 147 | -31  | -12 |

|  | Qualifié pour les quarts de finale                                                                              |
|  | Éliminé |
|  | Pts points ; Matchs J joués, G gagnés, N nuls, P perdus Bp buts pour ; Bc buts contre ; Diff différence de buts |

Les équipes sont départagées selon la différence de buts entre les buts marqués et les buts encaissés des équipes directement impliquées :
- 1re à 3e place :
  -  Norvège : 2 pts et différence de buts de +5
  -  Suède : 2 pts et différence de buts de +2;
  -  Danemark : 2 pts et différence de buts de −7.
- 4e à 6e place :
  -  Allemagne : 2 pts et différence de buts de +18
  -  Corée du Sud : 2 pts et différence de buts de −6
  -  Slovénie : 2 pts et différence de buts de −12.

| 25 juillet 2024 9h00 | Slovénie       | 19 – 27      | Danemark            | Arena Paris Sud 6, Paris Arbitrage : Brunner, Salah |
| 25 juillet 2024 9h00 | Gros, Stanko 5 | (11 - 14)    | Friis, Østergaard 5 | Arena Paris Sud 6, Paris Arbitrage : Brunner, Salah |
| 25 juillet 2024 9h00 | ×1 ×4          | Olympics IHF | ×1                  | Arena Paris Sud 6, Paris Arbitrage : Brunner, Salah |

| 25 juillet 2024 16h00 | Allemagne         | 22 – 23      | Corée du Sud     | Arena Paris Sud 6, Paris Affluence : 5 765 Arbitrage : Belkhiri, Hamidi |
| 25 juillet 2024 16h00 | Antje Döll (en) 6 | (10 - 11)    | Ryu, Kang (en) 6 | Arena Paris Sud 6, Paris Affluence : 5 765 Arbitrage : Belkhiri, Hamidi |
| 25 juillet 2024 16h00 | ×2                | Olympics IHF | ×2 ×1            | Arena Paris Sud 6, Paris Affluence : 5 765 Arbitrage : Belkhiri, Hamidi |

| 25 juillet 2024 21h00 | Norvège                | 28 – 32      | Suède             | Arena Paris Sud 6, Paris Affluence : 5 808 Arbitrage : García, Marín |
| 25 juillet 2024 21h00 | Stine Bredal Oftedal 7 | (17 - 15)    | Nathalie Hagman 8 | Arena Paris Sud 6, Paris Affluence : 5 808 Arbitrage : García, Marín |
| 25 juillet 2024 21h00 | ×1 ×3                  | Olympics IHF | ×1 ×5 ×1          | Arena Paris Sud 6, Paris Affluence : 5 808 Arbitrage : García, Marín |

| 28 juillet 2024 11h00 | Corée du Sud | 23 – 30      | Slovénie             | Arena Paris Sud 6, Paris Affluence : 5 819 Arbitrage : Bíró, Kiss |
| 28 juillet 2024 11h00 | Woo Bit-na 7 | (12 - 14)    | Tamara Mavsar (en) 7 | Arena Paris Sud 6, Paris Affluence : 5 819 Arbitrage : Bíró, Kiss |
| 28 juillet 2024 11h00 | ×1 ×2        | Olympics IHF | ×2                   | Arena Paris Sud 6, Paris Affluence : 5 819 Arbitrage : Bíró, Kiss |

| 28 juillet 2024 14h00 | Suède           | 31 – 28      | Allemagne        | Arena Paris Sud 6, Paris Affluence : 5 815 Arbitrage : Pavićević, Ražnatović |
| 28 juillet 2024 14h00 | Jenny Carlson 7 | (19 - 12)    | trois joueuses 5 | Arena Paris Sud 6, Paris Affluence : 5 815 Arbitrage : Pavićević, Ražnatović |
| 28 juillet 2024 14h00 | ×4              | Olympics IHF | ×3               | Arena Paris Sud 6, Paris Affluence : 5 815 Arbitrage : Pavićević, Ražnatović |

| 28 juillet 2024 16h00 | Danemark           | 18 – 27      | Norvège                 | Arena Paris Sud 6, Paris Affluence : 5 819 Arbitrage : C. et J. Bonaventura |
| 28 juillet 2024 16h00 | Trine Østergaard 5 | (8 - 14)     | Brattset, Kristiansen 6 | Arena Paris Sud 6, Paris Affluence : 5 819 Arbitrage : C. et J. Bonaventura |
| 28 juillet 2024 16h00 | ×3                 | Olympics IHF | ×1                      | Arena Paris Sud 6, Paris Affluence : 5 819 Arbitrage : C. et J. Bonaventura |

| 30 juillet 2024 9h00 | Allemagne     | 41 – 22      | Slovénie   | Arena Paris Sud 6, Paris Affluence : 5 852 Arbitrage : García, Paolantoni |
| 30 juillet 2024 9h00 | Lott, Smits 7 | (16-9)       | Ana Gros 6 | Arena Paris Sud 6, Paris Affluence : 5 852 Arbitrage : García, Paolantoni |
| 30 juillet 2024 9h00 | ×1 ×4         | Olympics IHF | ×1         | Arena Paris Sud 6, Paris Affluence : 5 852 Arbitrage : García, Paolantoni |

| 30 juillet 2024 11h00 | Norvège          | 26 – 20      | Corée du Sud  | Arena Paris Sud 6, Paris Affluence : 5 852 Arbitrage : Brunner, Salah |
| 30 juillet 2024 11h00 | Stine Skogrand 5 | (13-11)      | Ryu Eun-hee 6 | Arena Paris Sud 6, Paris Affluence : 5 852 Arbitrage : Brunner, Salah |
| 30 juillet 2024 11h00 | ×1 ×2            | Olympics IHF | ×1            | Arena Paris Sud 6, Paris Affluence : 5 852 Arbitrage : Brunner, Salah |

| 30 juillet 2024 21h00 | Suède             | 23 – 25      | Danemark          | Arena Paris Sud 6, Paris Affluence : 5 834 Arbitrage : A. et D. Konjičanin |
| 30 juillet 2024 21h00 | Nathalie Hagman 6 | (14-14)      | quatre joueuses 4 | Arena Paris Sud 6, Paris Affluence : 5 834 Arbitrage : A. et D. Konjičanin |
| 30 juillet 2024 21h00 | ×4                | Olympics IHF | ×1 ×3             | Arena Paris Sud 6, Paris Affluence : 5 834 Arbitrage : A. et D. Konjičanin |

| 1er août 2024 11h00 | Corée du Sud     | 21 – 27      | Suède            | Arena Paris Sud 6, Paris Affluence : 5 653 Arbitrage : García, Paolantoni |
| 1er août 2024 11h00 | Kang Kyung-min 5 | (11-16)      | Emma Lindqvist 5 | Arena Paris Sud 6, Paris Affluence : 5 653 Arbitrage : García, Paolantoni |
| 1er août 2024 11h00 | ×2               | Olympics IHF |                  | Arena Paris Sud 6, Paris Affluence : 5 653 Arbitrage : García, Paolantoni |

| 1er août 2024 19h00 | Allemagne       | 27 – 28      | Danemark      | Arena Paris Sud 6, Paris Affluence : 5 722 Arbitrage : Bíró, Kiss |
| 1er août 2024 19h00 | Jenny Behrend 6 | (12-15)      | Mie Højlund 7 | Arena Paris Sud 6, Paris Affluence : 5 722 Arbitrage : Bíró, Kiss |
| 1er août 2024 19h00 | ×3              | Olympics IHF | ×4            | Arena Paris Sud 6, Paris Affluence : 5 722 Arbitrage : Bíró, Kiss |

| 1er août 2024 21h00 | Slovénie       | 22 – 29      | Norvège          | Arena Paris Sud 6, Paris Affluence : 5 722 Arbitrage : Belkhiri, Hamidi |
| 1er août 2024 21h00 | Gros, Mavsar 5 | (10-15)      | trois joueuses 4 | Arena Paris Sud 6, Paris Affluence : 5 722 Arbitrage : Belkhiri, Hamidi |
| 1er août 2024 21h00 | ×1             | Olympics IHF | ×2 ×1            | Arena Paris Sud 6, Paris Affluence : 5 722 Arbitrage : Belkhiri, Hamidi |

| 3 août 2024 16h00 | Slovénie             | 23 – 27      | Suède             | Arena Paris Sud 6, Paris Affluence : 5 801 Arbitrage : Brunner, Salah |
| 3 août 2024 16h00 | Elizabeth Omoregie 9 | (14-11)      | Nathalie Hagman 5 | Arena Paris Sud 6, Paris Affluence : 5 801 Arbitrage : Brunner, Salah |
| 3 août 2024 16h00 | ×2                   | Olympics IHF | ×2                | Arena Paris Sud 6, Paris Affluence : 5 801 Arbitrage : Brunner, Salah |

| 3 août 2024 19h00 | Norvège         | 30 – 18      | Allemagne        | Arena Paris Sud 6, Paris Affluence : 5 714 Arbitrage : A et D. Konjičanin |
| 3 août 2024 19h00 | Henny Reistad 8 | (14-8)       | trois joueuses 3 | Arena Paris Sud 6, Paris Affluence : 5 714 Arbitrage : A et D. Konjičanin |
| 3 août 2024 19h00 | ×3              | Olympics IHF | ×2               | Arena Paris Sud 6, Paris Affluence : 5 714 Arbitrage : A et D. Konjičanin |

| 3 août 2024 21h00 | Danemark            | 28 – 20      | Corée du Sud | Arena Paris Sud 6, Paris Affluence : 5 714 Arbitrage : García, Marín |
| 3 août 2024 21h00 | Hansen, Jørgensen 6 | (12-8)       | Woo Bit-na 5 | Arena Paris Sud 6, Paris Affluence : 5 714 Arbitrage : García, Marín |
| 3 août 2024 21h00 | ×1 ×4               | Olympics IHF |              | Arena Paris Sud 6, Paris Affluence : 5 714 Arbitrage : García, Marín |

#### Groupe B
|   | Équipe      | Pts | J | G | N | P | Bp  | Bc  | Diff |
| - | ----------- | --- | - | - | - | - | --- | --- | ---- |
| 1 | France T,PO | 10  | 5 | 5 | 0 | 0 | 159 | 124 | 35   |
| 2 | Pays-Bas    | 8   | 5 | 4 | 0 | 1 | 152 | 137 | 15   |
| 3 | Hongrie     | 5   | 5 | 2 | 1 | 2 | 137 | 140 | -3   |
| 4 | Brésil      | 4   | 5 | 2 | 0 | 3 | 127 | 119 | 8    |
| 5 | Angola      | 3   | 5 | 1 | 1 | 3 | 131 | 154 | -23  |
| 6 | Espagne     | 0   | 5 | 0 | 0 | 5 | 111 | 143 | -32  |

|  | Qualifié pour les quarts de finale                                                                              |
|  | Éliminé |
|  | Pts points ; Matchs J joués, G gagnés, N nuls, P perdus Bp buts pour ; Bc buts contre ; Diff différence de buts |

| 25 juillet 2024 11h00 | Pays-Bas            | 34 – 31      | Angola            | Arena Paris Sud 6, Paris Affluence : 5 765 Arbitrage : Kuttler, Merz |
| 25 juillet 2024 11h00 | Malestein, Polman 8 | (19 - 18)    | Menganga, Paulo 6 | Arena Paris Sud 6, Paris Affluence : 5 765 Arbitrage : Kuttler, Merz |
| 25 juillet 2024 11h00 | ×1                  | Olympics IHF | ×3                | Arena Paris Sud 6, Paris Affluence : 5 765 Arbitrage : Kuttler, Merz |

| 25 juillet 2024 14h00 | Espagne               | 18 – 29      | Brésil                   | Arena Paris Sud 6, Paris Affluence : 5 808 Arbitrage : Kurtagic, Wetterwik |
| 25 juillet 2024 14h00 | Marta López Herrero 5 | (10 - 15)    | de Paula, Matieli (en) 6 | Arena Paris Sud 6, Paris Affluence : 5 808 Arbitrage : Kurtagic, Wetterwik |
| 25 juillet 2024 14h00 | ×5                    | Olympics IHF | ×5                       | Arena Paris Sud 6, Paris Affluence : 5 808 Arbitrage : Kurtagic, Wetterwik |

| 25 juillet 2024 19h00 | Hongrie               | 28 – 31      | France              | Arena Paris Sud 6, Paris Affluence : 5 808 Arbitrage : Paolantoni, García |
| 25 juillet 2024 19h00 | Csenge Kuczora (en) 8 | (12 - 15)    | Estelle Nze Minko 6 | Arena Paris Sud 6, Paris Affluence : 5 808 Arbitrage : Paolantoni, García |
| 25 juillet 2024 19h00 | ×1                    | Olympics IHF | ×1 ×2               | Arena Paris Sud 6, Paris Affluence : 5 808 Arbitrage : Paolantoni, García |

| 28 juillet 2024 9h00 | Brésil           | 24 – 25      | Hongrie            | Arena Paris Sud 6, Paris Affluence : 5 819 Arbitrage : Kleven, Jørum |
| 28 juillet 2024 9h00 | trois joueuses 4 | (15 - 12)    | Petra Simon (en) 5 | Arena Paris Sud 6, Paris Affluence : 5 819 Arbitrage : Kleven, Jørum |
| 28 juillet 2024 9h00 | ×3               | Olympics IHF | ×3                 | Arena Paris Sud 6, Paris Affluence : 5 819 Arbitrage : Kleven, Jørum |

| 28 juillet 2024 19h00 | Angola           | 26 – 21      | Espagne              | Arena Paris Sud 6, Paris Affluence : 5 748 Arbitrage : A. et D. Konjičanin |
| 28 juillet 2024 19h00 | Vilma Nenganga 7 | (14 - 15)    | Carmen Campos (en) 6 | Arena Paris Sud 6, Paris Affluence : 5 748 Arbitrage : A. et D. Konjičanin |
| 28 juillet 2024 19h00 | ×4 ×1            | Olympics IHF | ×3 ×1                | Arena Paris Sud 6, Paris Affluence : 5 748 Arbitrage : A. et D. Konjičanin |

| 28 juillet 2024 21h00 | France             | 32 – 28      | Pays-Bas           | Arena Paris Sud 6, Paris Affluence : 5 748 Arbitrage : Lah, Sok |
| 28 juillet 2024 21h00 | Chloé Valentini 10 | (17 - 14)    | Angela Malestein 7 | Arena Paris Sud 6, Paris Affluence : 5 748 Arbitrage : Lah, Sok |
| 28 juillet 2024 21h00 | ×2                 | Olympics IHF | ×2                 | Arena Paris Sud 6, Paris Affluence : 5 748 Arbitrage : Lah, Sok |

| 30 juillet 2024 14h00 | Pays-Bas          | 29 – 24      | Espagne       | Arena Paris Sud 6, Paris Affluence : 5 834 Arbitrage : Hansen, Madsen |
| 30 juillet 2024 14h00 | Bo van Wetering 5 | (14-12)      | Paula Arcos 6 | Arena Paris Sud 6, Paris Affluence : 5 834 Arbitrage : Hansen, Madsen |
| 30 juillet 2024 14h00 | ×1                | Olympics IHF | ×1 ×2         | Arena Paris Sud 6, Paris Affluence : 5 834 Arbitrage : Hansen, Madsen |

| 30 juillet 2024 16h00 | Hongrie          | 31 – 31      | Angola              | Arena Paris Sud 6, Paris Affluence : 5 834 Arbitrage : Kurtagic, Wetterwik |
| 30 juillet 2024 16h00 | Katrin Klujber 9 | (15-16)      | Albertina Kassoma 9 | Arena Paris Sud 6, Paris Affluence : 5 834 Arbitrage : Kurtagic, Wetterwik |
| 30 juillet 2024 16h00 | ×1 ×2            | Olympics IHF | ×2                  | Arena Paris Sud 6, Paris Affluence : 5 834 Arbitrage : Kurtagic, Wetterwik |

| 30 juillet 2024 19h00 | France           | 26 – 20      | Brésil           | Arena Paris Sud 6, Paris Affluence : 5 724 Arbitrage : Kuttler, Merz |
| 30 juillet 2024 19h00 | Pauletta Foppa 7 | (14-11)      | Bruna de Paula 7 | Arena Paris Sud 6, Paris Affluence : 5 724 Arbitrage : Kuttler, Merz |
| 30 juillet 2024 19h00 | ×2               | Olympics IHF | ×3               | Arena Paris Sud 6, Paris Affluence : 5 724 Arbitrage : Kuttler, Merz |

| 1er août 2024 9h00 | Pays-Bas          | 31 – 24      | Brésil            | Arena Paris Sud 6, Paris Affluence : 5 653 Arbitrage : A. et D. Konjičanin |
| 1er août 2024 9h00 | Bo van Wetering 6 | (17-13)      | Gabriela Bitolo 7 | Arena Paris Sud 6, Paris Affluence : 5 653 Arbitrage : A. et D. Konjičanin |
| 1er août 2024 9h00 | ×1                | Olympics IHF | ×3 ×1             | Arena Paris Sud 6, Paris Affluence : 5 653 Arbitrage : A. et D. Konjičanin |

| 1er août 2024 14h00 | Espagne               | 24 – 27      | Hongrie          | Arena Paris Sud 6, Paris Affluence : 5 816 Arbitrage : Kuttler, Merz |
| 1er août 2024 14h00 | Alexandrina Barbosa 6 | (12-14)      | Katrin Klujber 6 | Arena Paris Sud 6, Paris Affluence : 5 816 Arbitrage : Kuttler, Merz |
| 1er août 2024 14h00 | ×1 ×2                 | Olympics IHF | ×2               | Arena Paris Sud 6, Paris Affluence : 5 816 Arbitrage : Kuttler, Merz |

| 1er août 2024 16h00 | Angola           | 24 – 38      | France         | Arena Paris Sud 6, Paris Affluence : 5 816 Arbitrage : Kleven, Jørum |
| 1er août 2024 16h00 | trois joueuses 5 | (14-18)      | Orlane Kanor 7 | Arena Paris Sud 6, Paris Affluence : 5 816 Arbitrage : Kleven, Jørum |
| 1er août 2024 16h00 | ×2 ×1            | Olympics IHF | ×2             | Arena Paris Sud 6, Paris Affluence : 5 816 Arbitrage : Kleven, Jørum |

| 3 août 2024 9h00 | Hongrie                 | 26 – 30      | Pays-Bas       | Arena Paris Sud 6, Paris Affluence : 5 841 Arbitrage : C. et J. Bonaventura |
| 3 août 2024 9h00 | Győri-Lukács, Klujber 5 | (16-19)      | Lois Abbingh 7 | Arena Paris Sud 6, Paris Affluence : 5 841 Arbitrage : C. et J. Bonaventura |
| 3 août 2024 9h00 | ×1 ×4                   | Olympics IHF | ×3             | Arena Paris Sud 6, Paris Affluence : 5 841 Arbitrage : C. et J. Bonaventura |

| 3 août 2024 11h00 | Espagne               | 24 – 32      | France            | Arena Paris Sud 6, Paris Affluence : 5 841 Arbitrage : Kuttler, Merz |
| 3 août 2024 11h00 | Alexandrina Barbosa 5 | (9-17)       | Alicia Toublanc 6 | Arena Paris Sud 6, Paris Affluence : 5 841 Arbitrage : Kuttler, Merz |
| 3 août 2024 11h00 | ×1 ×4                 | Olympics IHF | ×1                | Arena Paris Sud 6, Paris Affluence : 5 841 Arbitrage : Kuttler, Merz |

| 3 août 2024 14h00 | Brésil            | 30 – 19      | Angola            | Arena Paris Sud 6, Paris Affluence : 5 801 Arbitrage : Lah, Sok |
| 3 août 2024 14h00 | Gabriela Bitolo 7 | (14-6)       | Stelvia Pascoal 4 | Arena Paris Sud 6, Paris Affluence : 5 801 Arbitrage : Lah, Sok |
| 3 août 2024 14h00 | ×1 ×2             | Olympics IHF | ×2 ×1             | Arena Paris Sud 6, Paris Affluence : 5 801 Arbitrage : Lah, Sok |

### Phase finale
|  | Quarts de finale   | Quarts de finale   |                     |                     | Demi-finales           | Demi-finales           |      |  | Finale              | Finale              |
|  | Quarts de finale   | Quarts de finale   |                     |                     | Demi-finales           | Demi-finales           |      |  | Finale              | Finale              |
|  |                    |                    |                     |                     |                        |                        |      |  |                     |                     |
|  | 6 août 2024, 21h30 | 6 août 2024, 21h30 |                     |                     | 8 août 2024, 21h30     | 8 août 2024, 21h30     |      |  | 10 août 2024, 15h00 | 10 août 2024, 15h00 |
|  | 6 août 2024, 21h30 | 6 août 2024, 21h30 |                     |                     | 8 août 2024, 21h30     | 8 août 2024, 21h30     |      |  | 10 août 2024, 15h00 | 10 août 2024, 15h00 |
|  | [A1] Norvège       | 32                 |                     |                     | 8 août 2024, 21h30     | 8 août 2024, 21h30     |      |  | 10 août 2024, 15h00 | 10 août 2024, 15h00 |
|  | [A1] Norvège       | 32                 |                     |                     | 8 août 2024, 21h30     | 8 août 2024, 21h30     |      |  | 10 août 2024, 15h00 | 10 août 2024, 15h00 |
|  | [B4] Brésil        | 15                 |                     |                     | 8 août 2024, 21h30     | 8 août 2024, 21h30     |      |  | 10 août 2024, 15h00 | 10 août 2024, 15h00 |
|  | [B4] Brésil        | 15                 | Norvège             | 25                  |                        |                        |      |  | 10 août 2024, 15h00 | 10 août 2024, 15h00 |
|  | 6 août 2024, 9h30  |                    | Norvège             | 25                  |                        |                        |      |  | 10 août 2024, 15h00 | 10 août 2024, 15h00 |
|  |                    | Danemark           | 21                  |                     |                        |                        |      |  | 10 août 2024, 15h00 | 10 août 2024, 15h00 |
|  | [A3] Danemark      | Danemark           | 21                  | 29                  |                        |                        |      |  | 10 août 2024, 15h00 | 10 août 2024, 15h00 |
|  | [A3] Danemark      |                    |                     | 29                  |                        |                        |      |  | 10 août 2024, 15h00 | 10 août 2024, 15h00 |
|  | [B2] Pays-Bas      | 25                 |                     |                     |                        |                        |      |  | 10 août 2024, 15h00 | 10 août 2024, 15h00 |
|  | [B2] Pays-Bas      | 25                 | Norvège             | 29                  |                        |                        |      |  |                     |                     |
|  | 6 août 2024, 17h30 |                    | Norvège             | 29                  |                        |                        |      |  |                     |                     |
|  |                    | France             | 21                  |                     |                        |                        |      |  |                     |                     |
|  | [B3] Hongrie       | France             | 21                  | 32                  |                        |                        |      |  |                     |                     |
|  | [B3] Hongrie       | 8 août 2024, 16h30 |                     | 32                  |                        |                        |      |  |                     |                     |
|  | [A2] Suède         | 36ap               |                     |                     |                        |                        |      |  |                     |                     |
|  | [A2] Suède         | 36ap               | Suède               | 28                  |                        |                        |      |  |                     |                     |
|  | 6 août 2024, 13h30 | 6 août 2024, 13h30 | Suède               | 28                  | Match pour la 3e place | Match pour la 3e place |      |  |                     |                     |
|  | 6 août 2024, 13h30 | 6 août 2024, 13h30 |                     | France              | Match pour la 3e place | Match pour la 3e place | 31ap |  |                     |                     |
|  | [B1] France        | 26                 | 10 août 2024, 10h00 | 10 août 2024, 10h00 |                        |                        | 31ap |  |                     |                     |
|  | [B1] France        | 26                 | 10 août 2024, 10h00 | 10 août 2024, 10h00 |                        |                        |      |  |                     |                     |
|  | [A4] Allemagne     | 23                 |                     | Danemark            | 30                     |                        |      |  |                     |                     |
|  | [A4] Allemagne     | 23                 |                     | Danemark            | 30                     |                        |      |  |                     |                     |
|  |                    |                    |                     |                     |                        |                        |      |  | Suède               | 25                  |
|  |                    |                    |                     |                     |                        |                        |      |  | Suède               | 25                  |

#### Quarts de finale
| 6 août 2024 9h30 | Danemark        | 29 – 25      | Pays-Bas                 | Stade Pierre-Mauroy, Villeneuve-d'Ascq Affluence : 20 372 Arbitrage : Kurtagic, Wetterwik |
| 6 août 2024 9h30 | Friis, Hansen 6 | (11-10)      | Housheer, van Wetering 7 | Stade Pierre-Mauroy, Villeneuve-d'Ascq Affluence : 20 372 Arbitrage : Kurtagic, Wetterwik |
| 6 août 2024 9h30 | ×5 ×1           | Olympics IHF | ×5                       | Stade Pierre-Mauroy, Villeneuve-d'Ascq Affluence : 20 372 Arbitrage : Kurtagic, Wetterwik |

| 6 août 2024 13h30 | France           | 26 – 23      | Allemagne    | Stade Pierre-Mauroy, Villeneuve-d'Ascq Affluence : 26 548 Arbitrage : Jørum, Kleven |
| 6 août 2024 13h30 | Tamara Horacek 7 | (13-10)      | Emily Bölk 7 | Stade Pierre-Mauroy, Villeneuve-d'Ascq Affluence : 26 548 Arbitrage : Jørum, Kleven |
| 6 août 2024 13h30 | ×1               | Olympics IHF | ×2           | Stade Pierre-Mauroy, Villeneuve-d'Ascq Affluence : 26 548 Arbitrage : Jørum, Kleven |

| 6 août 2024 17h30 | Hongrie           | 32 – 36 (ap)   | Suède          | Stade Pierre-Mauroy, Villeneuve-d'Ascq Affluence : 22 408 Arbitrage : A. et D. Konjičanin |
| 6 août 2024 17h30 | Katrin Klujber 11 | (15-16, 29-29) | Nina Koppang 7 | Stade Pierre-Mauroy, Villeneuve-d'Ascq Affluence : 22 408 Arbitrage : A. et D. Konjičanin |
| 6 août 2024 17h30 | Prol. : 3-7       |                |                | Stade Pierre-Mauroy, Villeneuve-d'Ascq Affluence : 22 408 Arbitrage : A. et D. Konjičanin |
| 6 août 2024 17h30 | ×1 ×3             | Olympics IHF   | ×4             | Stade Pierre-Mauroy, Villeneuve-d'Ascq Affluence : 22 408 Arbitrage : A. et D. Konjičanin |

| 6 août 2024 21h30 | Norvège          | 32 – 15      | Brésil                | Stade Pierre-Mauroy, Villeneuve-d'Ascq Affluence : 21 522 Arbitrage : Kuttler, Merz |
| 6 août 2024 21h30 | Marit Jacobsen 6 | (16-8)       | De Paula, Guarieiro 3 | Stade Pierre-Mauroy, Villeneuve-d'Ascq Affluence : 21 522 Arbitrage : Kuttler, Merz |
| 6 août 2024 21h30 | ×1               | Olympics IHF | ×1 ×2                 | Stade Pierre-Mauroy, Villeneuve-d'Ascq Affluence : 21 522 Arbitrage : Kuttler, Merz |

#### Demi-finales
| 8 août 2024 16h30 | Suède             | 28 – 31 (ap)   | France           | Stade Pierre-Mauroy, Villeneuve-d'Ascq Affluence : 24 688 Arbitrage : Kuttler, Merz |
| 8 août 2024 16h30 | Nathalie Hagman 6 | (12-10, 25-25) | Tamara Horacek 8 | Stade Pierre-Mauroy, Villeneuve-d'Ascq Affluence : 24 688 Arbitrage : Kuttler, Merz |
| 8 août 2024 16h30 | Prol. : 3-6       |                |                  | Stade Pierre-Mauroy, Villeneuve-d'Ascq Affluence : 24 688 Arbitrage : Kuttler, Merz |
| 8 août 2024 16h30 | ×3                | Olympics IHF   | ×1 ×5            | Stade Pierre-Mauroy, Villeneuve-d'Ascq Affluence : 24 688 Arbitrage : Kuttler, Merz |

| 8 août 2024 21h30 | Norvège         | 25 – 21      | Danemark             | Stade Pierre-Mauroy, Villeneuve-d'Ascq Arbitrage : Lah, Sok |
| 8 août 2024 21h30 | Kari Brattset 4 | (11-8)       | Kristina Jørgensen 4 | Stade Pierre-Mauroy, Villeneuve-d'Ascq Arbitrage : Lah, Sok |
| 8 août 2024 21h30 | ×1 ×3           | Olympics IHF | ×1 ×3                | Stade Pierre-Mauroy, Villeneuve-d'Ascq Arbitrage : Lah, Sok |

#### Match pour la médaille de bronze
| 10 août 2024 10h00 | Danemark      | 30 – 25      | Suède             | Stade Pierre-Mauroy, Villeneuve-d'Ascq Arbitrage : Jørum, Kleven |
| 10 août 2024 10h00 | Mie Højlund 5 | (15 - 13)    | Nathalie Hagman 5 | Stade Pierre-Mauroy, Villeneuve-d'Ascq Arbitrage : Jørum, Kleven |
| 10 août 2024 10h00 | ×1 ×4         | Olympics IHF | ×1 ×3             | Stade Pierre-Mauroy, Villeneuve-d'Ascq Arbitrage : Jørum, Kleven |

#### Finale
| 10 août 2024 15h00 | Norvège         | 29 – 21      | France         | Stade Pierre-Mauroy, Villeneuve-d'Ascq Arbitrage : Garcia, Marin Lorente |
| 10 août 2024 15h00 | Henny Reistad 8 | (15 - 13)    | Orlane Kanor 5 | Stade Pierre-Mauroy, Villeneuve-d'Ascq Arbitrage : Garcia, Marin Lorente |
| 10 août 2024 15h00 | ×3              | Olympics IHF | ×1             | Stade Pierre-Mauroy, Villeneuve-d'Ascq Arbitrage : Garcia, Marin Lorente |

## Classement final
Le classement final est :
| Rang                                | Équipe       | J | V | N | D | Bp  | Bc  | Diff | Commentaire                    |  |
| ----------------------------------- | ------------ | - | - | - | - | --- | --- | ---- | ------------------------------ |  |
| Médaille d'or, Jeux olympiques      | Norvège      | 8 | 7 | 0 | 1 | 226 | 167 | +59  | Vainqueure de la finale        |  |
| Médaille d'argent, Jeux olympiques  | France       | 8 | 7 | 0 | 1 | 237 | 204 | +33  | Perdante de la finale          |  |
| Médaille de bronze, Jeux olympiques | Danemark     | 8 | 6 | 0 | 2 | 206 | 191 | +15  | Vainqueure de la petite finale |  |
| 4                                   | Suède        | 8 | 5 | 0 | 3 | 229 | 218 | +11  | Perdante de la petite finale   |  |
|                                     |              |   |   |   |   |     |     |      |                                |  |
| 5                                   | Pays-Bas     | 6 | 4 | 0 | 2 | 177 | 166 | +11  | Éliminés en quart de finale    |  |
| 6                                   | Hongrie      | 6 | 2 | 1 | 3 | 169 | 176 | -7   | Éliminés en quart de finale    |  |
| 7                                   | Brésil       | 6 | 2 | 0 | 4 | 142 | 151 | -9   | Éliminés en quart de finale    |  |
| 8                                   | Allemagne    | 6 | 1 | 0 | 5 | 159 | 160 | -1   | Éliminés en quart de finale    |  |
|                                     |              |   |   |   |   |     |     |      |                                |  |
| 9                                   | Angola       | 5 | 1 | 1 | 3 | 131 | 154 | -23  | 5es de groupe                  |  |
| 10                                  | Corée du Sud | 5 | 1 | 0 | 4 | 107 | 133 | -26  | 5es de groupe                  |  |
|                                     |              |   |   |   |   |     |     |      |                                |  |
| 11                                  | Slovénie     | 5 | 1 | 0 | 4 | 116 | 147 | -31  | 6es de groupe                  |  |
| 12                                  | Espagne      | 5 | 0 | 0 | 5 | 111 | 143 | -32  | 6es de groupe                  |  |

## Statistiques et récompenses

### Équipe-type
| Glauser Friis Brattset Toublanc Nze Minko Oftedal Klujber Meilleure joueuse : Lunde Meilleure buteuse : Hagman Meilleure gardienne (%) : Lunde               |
| Équipe-type des Jeux olympiques 2024 |
| · Glauser · Friis · Brattset · Toublanc · Nze Minko · Oftedal · Klujber Meilleure joueuse : Lunde Meilleure buteuse : Hagman Meilleure gardienne (%) : Lunde |

L'équipe-type du tournoi, appelée aussi « all star team », a été désignée après la finale le 10 août 2024 :
- Meilleure joueuse (MVP) : Katrine Lunde ( Norvège)
- Meilleure gardienne de but : Laura Glauser ( France)
- Meilleure ailière gauche : Emma Friis ( Danemark)
- Meilleure arrière gauche : Estelle Nze Minko ( France)
- Meilleure demi-centre : Stine Bredal Oftedal ( Norvège)
- Meilleure pivot : Kari Brattset ( Norvège)
- Meilleure arrière droite : Katrin Klujber ( Hongrie)
- Meilleure ailière droite : Alicia Toublanc ( France)

### Meilleures buteuses
Au terme de la compétition, les meilleures buteuses sont :
| Rang | Joueuse            | Équipe   | Buts | Tirs | %      | 7m    | MJ | Moy. |
| ---- | ------------------ | -------- | ---- | ---- | ------ | ----- | -- | ---- |
| 1    | Nathalie Hagman    | Suède    | 41   | 59   | 69,5 % | 12/19 | 8  | 5,1  |
| 2    | Tamara Horacek     | France   | 40   | 55   | 72,7 % | 10/12 | 8  | 5,0  |
| 3    | Katrin Klujber     | Hongrie  | 38   | 66   | 57,6 % | 9/11  | 6  | 6,3  |
| 4    | Angela Malestein   | Pays-Bas | 34   | 52   | 65,4 % | 12/17 | 6  | 5,7  |
| 5    | Emma Friis         | Danemark | 31   | 44   | 70,5 % | -     | 8  | 3,9  |
| 6    | Dione Housheer     | Pays-Bas | 30   | 58   | 51,7 % | -     | 6  | 5,0  |
| 6    | Kristina Jørgensen | Danemark | 30   | 55   | 54,5 % | 9/14  | 8  | 3,8  |
| 6    | Estelle Nze Minko  | France   | 30   | 49   | 61,2 % | 8     | 8  | 3,8  |
| 6    | Jamina Roberts     | Suède    | 30   | 53   | 56,6 % | -     | 8  | 3,8  |
| 10   | Kari Brattset      | Norvège  | 29   | 37   | 78,4 % | -     | 8  | 3,6  |

### Meilleures gardiennes de but
Au terme de la compétition, les meilleures gardiennes de but sont :
| Rang | Joueuse                 | Équipe   | %      | Arrêts | Tirs | MJ | Moy. |
| ---- | ----------------------- | -------- | ------ | ------ | ---- | -- | ---- |
| 1    | Katrine Lunde           | Norvège  | 42,0 % | 79     | 188  | 8  | 9,9  |
| 2    | Evelina Eriksson (en)   | Suède    | 37,5 % | 30     | 80   | 8  | 3,8  |
| 3    | Althea Reinhardt        | Danemark | 36,4 % | 52     | 143  | 8  | 6,5  |
| 3    | Silje Solberg-Østhassel | Norvège  | 36,4 % | 32     | 88   | 8  | 4,0  |
| 5    | Gabriela Moreschi (en)  | Brésil   | 36,3 % | 70     | 193  | 6  | 11,7 |
| 6    | Johanna Bundsen         | Suède    | 36,2 % | 93     | 257  | 8  | 11,6 |
| 7    | Sandra Toft             | Danemark | 34,6 % | 46     | 133  | 8  | 5,8  |
| 8    | Hatadou Sako            | France   | 34,1 % | 31     | 91   | 6  | 5,2  |
| 9    | Laura Glauser           | France   | 32,0 % | 63     | 197  | 8  | 7,9  |
| 10   | Yara ten Holte (en)     | Pays-Bas | 31,7 % | 53     | 167  | 6  | 8,8  |

## Couverture médiatique et affluence

### Couverture médiatique
La charte olympique stipule que « Le CIO prend toutes les mesures nécessaires afin d'assurer aux Jeux olympiques la couverture la plus complète par les différents moyens de communication et d'information ainsi que l'audience la plus large possible dans le monde ». De plus la retransmission des Jeux olympiques est le moteur principal du financement du Mouvement olympique et des Jeux olympiques, de la croissance de sa popularité mondiale, ainsi que de la représentation mondiale et de la promotion des Jeux olympiques et des valeurs olympiques.

### Ouvrage de référence
- « V. Jeux Olympiques », dans Règlement pour les compétitions de l'IHF (handball en salle), Fédération internationale de handball, 12 août 2023, 103 p. (lire en ligne [PDF]), p. 76 à 85.

1. ↑  2.3 Évaluation des matchs et détermination des places, p. 82.
2. ↑  2.3.4 Équipes classées 5e à 8e, p. 83.
3. ↑  2.3.3 Équipes classées 9e à 12e, p. 83.
4. ↑  1.4. Inscription des équipes, p. 79.
5. ↑  1.3 Tirage au sort, p. 78.